# Marina Nemat
Marina Nemat (Teerã, 1965) é autora de Prisoner of Tehran: a memoir, um livro de memórias sobre sua infância e juventude no Irã: a prisão, em 1982, aos 16 anos, e o tempo passado na prisão de Evin, por se manifestar contra o governo iraniano, a condenação à morte e, finalmente, a fuga do Irã, para iniciar uma nova vida no Canadá, em 1991.